# Postimees
Postimees este un cotidian din Estonia, lansat de jurnalistul Johann Voldemar Jannsen la data de 1 ianuarie 1857. În anul 2009 ocupa prima poziție între ziarele din Estonia din punct de vedere comercial, cu vânzări medii de 66.500 exemplare.